# Hesperosaurus
Hesperosaurus era un dinozaur din familia Stegosauridae. Era un stegosaurian. Trăia în Jurasic la fel ca Stegosaurus. Era clasificat cu Stegosaurus, Kentrosaurus, Dacentrurus, Huayangosaurus și mulți alți dinozauri. Hesperosaurus era ierbivor. Acest stegosaurid era mare.[cât?]